# Renovación Española
Renovación Española (deutsch spanische Erneuerung) war eine politische Partei in der Zweiten Spanischen Republik. Sie setzte sich für die Wiedereinführung einer autoritären Monarchie unter Alfons XIII. und seinen Nachfahren ein, was sie von den Carlisten, die eine andere Linie auf dem Thron sehen wollten, unterschied. 
Der Vorsitzende von Renovación Española war Antonio Goicoechea, der bekannteste Politiker aus ihren Reihen José Calvo Sotelo. Weitere prominente Mitglieder der Partei waren Ramiro de Maeztu, Pedro Sainz Rodríguez oder Honorio Maura Gamazo.